# Veronika Antošová
Veronika Antošová (Brno, 27 november 2000) is een langebaanschaatsster uit Tsjechië.
Tussen haar vierde en zeventiende jaar was Antošová kunstschaatsster waarna ze de overstap maakte naar de langebaan. Ze debuteerde internationaal op het WK voor junioren 2020 op de 3000 meter in Tomaszów-Mazowiecki. Op het Europese kampioenschappen schaatsen 2022 op de 3000 meter eindigde ze als dertiende en op de 1500 meter negentiende. In hetzelfde jaar nam ze ook deel aan de Wereld Universiteitskampioenschappen schaatsen 2022 in Lake Placid waar ze de 3000 meter won en een bronzen medaille op de 1500 meter won. In januari 2023 won zij brons op de 1500 meter tijdens de Winteruniversiade 2023.

## Persoonlijke records[6]
| Afstand    | Tijd    | Datum            | Baan   |
| ---------- | ------- | ---------------- | ------ |
| 500 meter  | 40,81   | 5 februari 2023  | Inzell |
| 1000 meter | 1.19,89 | 4 februari 2023  | Inzell |
| 1500 meter | 2.02,57 | 5 februari 2023  | Inzell |
| 3000 meter | 4.17,75 | 4 december 2021  | Inzell |
| 5000 meter | 7.38,79 | 20 februari 2022 | Inzell |

## Resultaten
| Jaar | EK Allround             | EK afstanden        | WK Junioren |
| ---- | ----------------------- | ------------------- | ----------- |
| 2020 |                         |                     | 32e 3000m   |
|      |                         |                     |             |
| 2022 |                         | 19e 1500m 13e 3000m |             |
| 2023 | NC10 (7e, 11e, 11e, -)  |                     |             |
|      |                         |                     |             |
| 2025 | NC17 (12e, 17e, 17e, -) |                     |             |

(#, #, #, #) = afstandspositie op allroundtoernooi (500m, 3000m, 1500m, 5000m).
NC10 = niet gekwalificeerd voor de laatste afstand, maar wel als 10e geklasseerd in de eindrangschikking